# Первари
Первари (тур. Pervari) — город и район в провинции Сиирт (Турция).

## История
Город был основан в 1927 году.

## Население
Район населён в основном курдами. Согласно переписи 2000 года, из 31 093 жителей района 7 453 человека проживало в районном центре, и 23 640 человек — в остальных 40 деревнях.